# Filippo di Cabassole
Filippo di Cabassole o Cabassolle (Cavaillon, 1305 – Perugia, 27 agosto 1372) fu reggente e cancelliere del regno di Napoli, rettore del Contado Venassino, legato pontificio, vescovo di Cavaillon e amministratore apostolico di Marsiglia, patriarca di Gerusalemme, cardinale presbitero dei Santi Marcellino e Pietro e cardinale vescovo di Sabina.

## Biografia
Nato da una famiglia di alti funzionari provenzali - suo padre, Isnard di Cabassole, era stato vicario di Arles e suo zio Jean professore di diritto civile – Filippo nacque ad Avignone nel 1305. Entrato giovanissimo nei francescani, fu ordinato prete nel 1317, all'età di dodici anni. Divenne canonico del capitolo della cattedrale di Cavaillon, il 22 marzo 1328, poi passò alla cattedrale d'Apt dove fu fatto arcidiacono il 26 agosto 1330 e prevosto il 18 settembre 1331.

### Reggente e cancelliere del Regno di Napoli
Notato ad Apt dalla famiglia dei Sabran, fu raccomandato a Roberto d'Angiò, re di Sicilia e conte di Provenza. Dal 1333, a Napoli, fu incaricato di dirigere la canceleria della regina Sanche.
Un anno più tardi, il 17 agosto 1334, era nominato vescovo di Cavaillon e re Roberto lo disignava tutore di sua figlia Giovanna di Napoli. Il 19 gennaio 1343, sul suo letto di morte, il sovrano gli affidava l'incarico di reggente del regno.

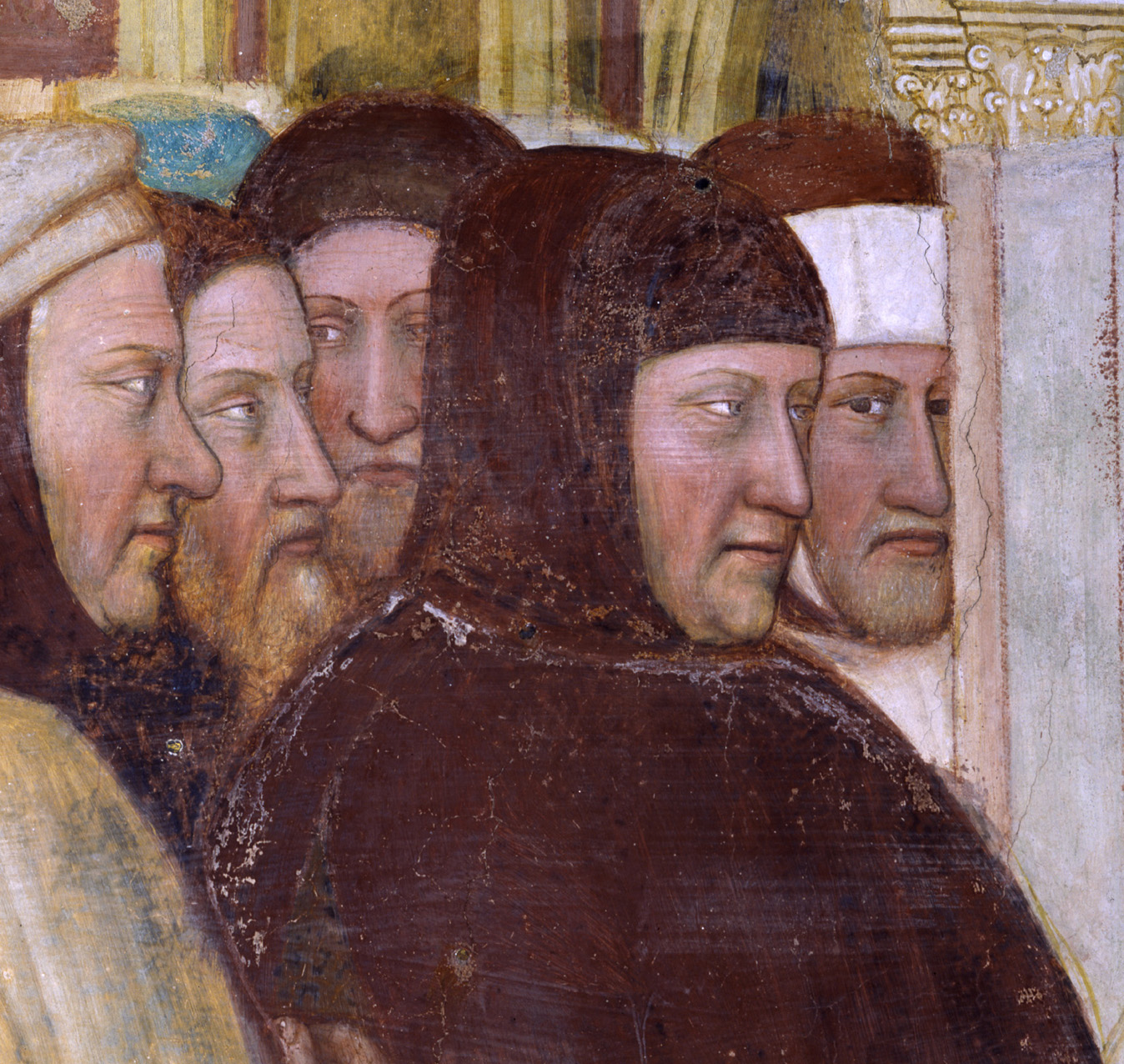
Ritratto di Petrarca dipinto nel 1376

Inquietato dagli eventi napoletani, Clemente VI incaricherà Petrarca d'una ambasceria nel mese di settembre 1343. Arrivato sul posto, il poeta constatò che «...il Regno era come una nave che i suoi timonieri conducono al naufragio, un edificio in rovina sostenuto dal solo vescovo di Cavaillon.»

### Il miglior amico di Petrarca

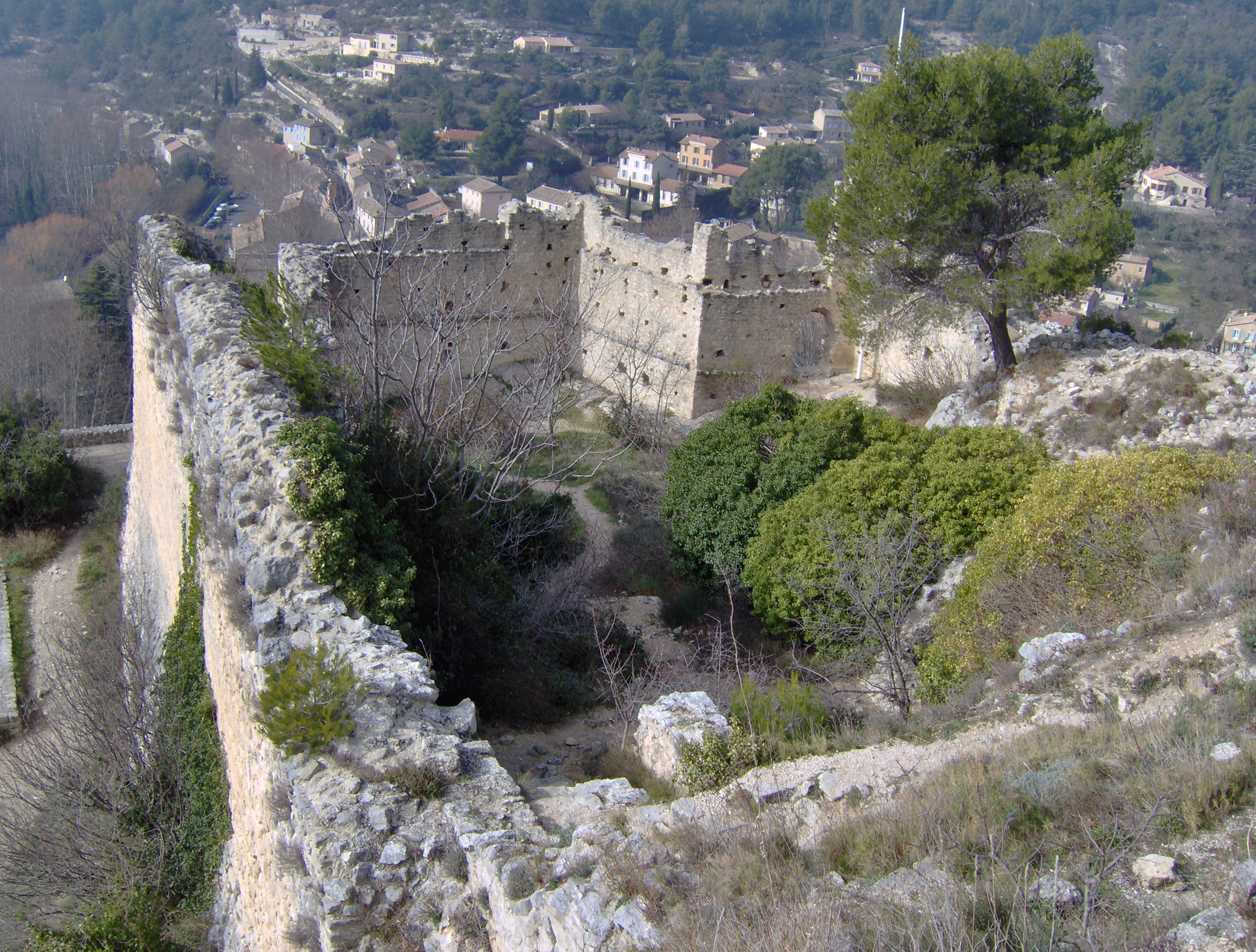
Le imponenti rovine del castello di Filippo di Cabassolle che dominano la Fontaine de Vaucluse

Petrarca aveva conosciuto il vescovo di Cavaillon, nel 1337, all'epoca della sua prima installazione a Fontaine-de-Vaucluse dove il prelato possedeva una residenza. Il poeta, che gli dedicò la sua opera De Vita Solitaria, affermava che questa diocesi era un piccolo vescovado per un uomo così grande.
Divenuto cardinale-vescovo di Sabina, Cabassole restò sempre intimo amico del poeta. Quest'ultimo ne sarà felice quando, nel 1374, noterà: «Monsignore di Sabina  è il solo che, dopo trentaquattro anni, sia restato nei miei riguardi degli stessi sentimenti e non abbia mai cambiato se non di meglio in meglio».

### Il rettore del Contado Venassino
Nel 1338, il vescovo di Cavaillon aveva già redatto lo statuto del Contado Venassino. Il 17 novembre 1362, papa Urbano V designò quest'uomo d'esperienza come rettore del Contado.
Nel corso del suo rettorato, ebbe l'immenso compito di fare da barriera ai mercenari che minacciavano lo stato pontificio. Agendo da fine politico, il 30 novembre 1363, il rettore firmò un'alleanza difensiva con Foulques d'Agoult, Siniscalco di Provenza, Raoul di Louppy, governatore del Delfinato, e la Savoia.
Questa alleanza fu utile poi nel 1364, quando si dovette far fronte al ritorno dei Tard-Venus, nel 1365, alle minacciose Grandi Compagnie di Bertrand du Guesclin, e nel 1367, alle armate di Luigi d'Angiò, condotte dallo stesso du Guesclin.
Ne uscì ogni volta con successo ed efficacia.
Allo stesso modo, all'epoca del suo ritorno a Roma (1367-1370), Urbano V lo nominò "Vicario temporale per il Governo degli stati d'Avignone, del Contado Venassino e delle terre adiacenti".
Filippo di Cabassolle fu certamente uno dei più grandi, se non il più grande, dei rettori del contado.

### Il patriarca di Gerusalemme

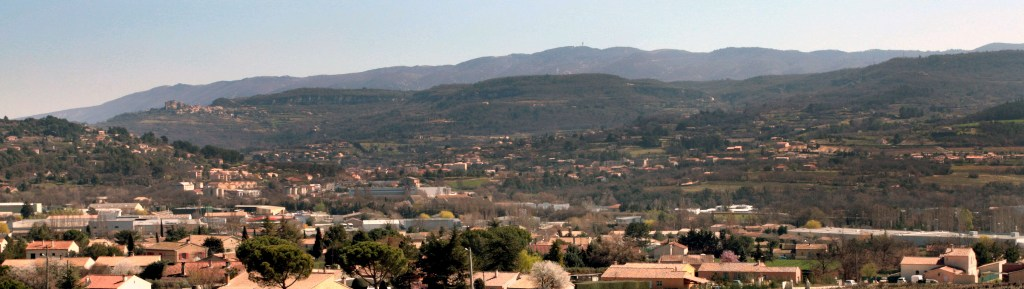
La città di Apt, sede del concilio del 1365

Urbano V non poteva che onorare un amministratore così efficiente: il 18 agosto 1361 lo nominò Patriarca di Gerusalemme. Fu con questo titolo che, il 4 maggio 1365, presiedette il concilio di Apt congiuntamente con gli arcivescovi di Arles, di Embrun e di Aix.
Se il patriarca considerava Apt come la sua seconda città, restò amministratore della diocesi di Cavaillon fino al 23 settembre 1366, data in cui divenne vescovo di Marsiglia, incarico che egli terrà fino al 9 dicembre 1368.

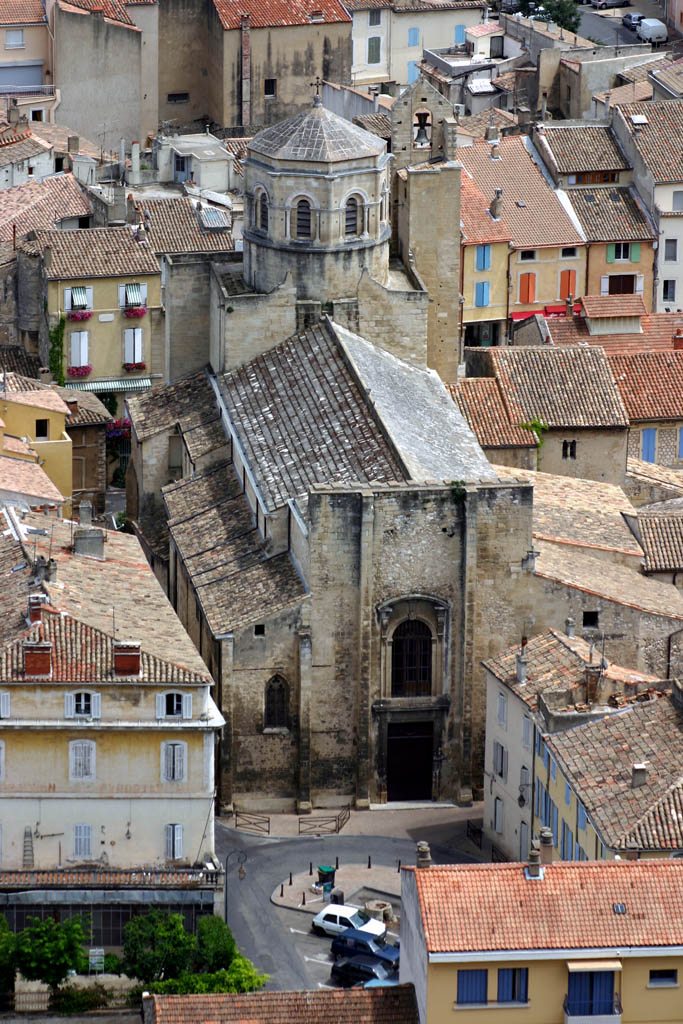
La cattedrale di Cavaillon dove è sepolto il cardinale Filippo di Cabassolle

### Cardinale e legato pontificio
La porpora cardinalizia gli fu conferita all'epoca del concistoro del 22 settembre 1368 come cardinale presbitero dei Santi Marcellino e Pietro e fu denominato "Cardinale di Gerusalemme". Entrò nella Curia romana il 4 giugno 1369 e il 31 maggio 1370 ottenne il titolo di cardinale vescovo di Sabina.
Alla fine del dicembre 1370 Filippo partecipò al conclave che elesse papa Gregorio XI. Il pontefice lo mise subito a capo di una legazione in Umbria, Toscana e Campania con il titolo di "Vicario generale di Bologna". Aveva al suo fianco come consigliere Guglielmo di Guascogna, vescovo di Siena, e come capitano delle truppe pontificie Amanieu de Pommiers, cavaliere della diocesi di Bazas, detto il Vecchio Guascone.
Ma l'età impedì al cardinale di Sabina d'agire a suo modo e fu sostituito il 19 maggio 1371 dal cardinale Pierre d'Estaing.
Morì il 27 agosto 1372 a Perugia. Come da lui richiesto fu inumato nella Certosa de Bonpas, vicino a Caumont-sur-Durance. Ai nostri giorni la sua tomba si trova nella cattedrale di Cavaillon.

## Opera
Filippo di Cabassolle scrisse nel 1355 un Libellus hystorialis Marie beatissime Magedelene o Vie de sainte Marie-Madeleine.